# Els Ampe
Els Ampe (Oostende, 18 januari 1979) is een Belgisch politica en schrijfster die jarenlang actief was voor Open Vld. In december 2023 lanceerde ze haar eigen partij Voor U.

## Levensloop
Ampe groeide op in Oostende. Ze liep school in het Koninklijk Atheneum 1 Centrum Oostende en sloot haar middelbare studies af in het Koninklijk Atheneum 1 Brugge Centrum, waar ze enige tijd voorzitter was Jongsocialisten afdeling-Oostende. Ze studeerde in 2002 af als burgerlijk bouwkundig ingenieur aan de Vrije Universiteit Brussel met een aanvullende Master en Gestion Integrée aan de Université libre de Bruxelles, waarna ze ging wonen in Brussel. Vanaf 2003 was ze zelfstandig vastgoedexperte. 

## Politieke carrière
In 2003 richtte Ampe in de stad Brussel een afdeling van Jong VLD op en bij de gewestverkiezingen van juni 2004 werd ze de jongste verkozene van het Brussels Hoofdstedelijk Parlement, waarvan ze uiteindelijk lid bleef tot in mei 2019. In de legislatuur 2004-2009 was ze in het Brussels Parlement ondervoorzitter van de commissie Ruimtelijke Ordening en Stedenbouw en lid van de commissie Leefmilieu, Waterbeleid en Natuurbehoud. In de Raad van de Vlaamse Gemeenschapscommissie, waar ze als verkozene voor de Nederlandse taalgroep automatisch zitting had, was ze tezelfdertijd secretaris en lid van de commissie Welzijn, Gezondheid en Senioren.
In oktober 2006 werd ze tevens verkozen als gemeenteraadslid van Stad Brussel. Dit bleef ze tot in augustus 2024.

### Brusselse gewestverkiezingen 2009
Bij de Brusselse gewestverkiezingen van juni 2009 werd Els Ampe herverkozen met 1433 voorkeurstemmen, de op een na hoogste score van haar partij, na Brussels minister Guy Vanhengel. Ze werd in de legislatuur 2009-2014 fractievoorzitter voor Open Vld in het Brussels Parlement en combineerde dit tot in 2013 met het fractieleiderschap in de Raad van de Vlaamse Gemeenschapscommissie. In het eerste parlement zetelde ze tevens in de commissie Leefmilieu, Waterbeleid en Natuurbehoud en vanaf 2010 in de commissie Ruimtelijke Ordening en Stedenbouw, in het tweede parlement was ze lid en vanaf 2013 ondervoorzitter van de commissie Welzijn, Gezondheid en Gezin. 
In het Brussels Parlement ijverde Ampe in deze periode voor meer burgerlijke rechten en vrijheden door een ordonnantie rond vrije keuze van rituelen bij de dood, toegankelijkheid van publieke plaatsen voor assistentiehonden (van personen met een beperking), een resolutie 'stedelijke gedragscode' tegen discriminatie en voor eigendomsrechten. Inzake technologie en mobiliteit schaarde Ampe een meerderheid achter de invoering van de mobiele 4G-technologie en de integratie van de mobiliteitsplannen van de Brusselse gemeenten en het gewest. In 2007 werd Ampe ondervoorzitter van het Liberaal Vlaams Verbond en tot 2011 was ze tevens kernlid van de denktank Liberales.

### Federale verkiezingen 2010
Bij de federale verkiezingen van juni 2010 was Ampe 9de opvolger in de kieskring Brussel-Halle-Vilvoorde en werd niet verkozen. Datzelfde jaar onderbrak ze op de feestdag van de Vlaamse Gemeenschap de toespraak van Vlaams Parlementvoorzitter Jan Peumans door te roepen: "Hou op, u besmeurt de reputatie van de Vlamingen met uw nationalisme."

### Lokale verkiezingen 2012
Bij de gemeenteraadsverkiezingen van oktober 2012 werd Ampe met 1607 voorkeurstemmen de populairste Nederlandstalige politicus van de stad Brussel. Vanuit een blauw-rode coalitie werd Ampe op 3 december 2012 ingezworen als schepen van Mobiliteit, Openbare Werken en Wagenpark. In die functie was ze belast met het mobiliteitsplan en de invoering van de centrale voetgangerszone die Picnic The Streets had afgedwongen bij het vorige gemeentebestuur. Als schepen van Stad Brussel liet Ampe mini speeltuinen installeren in de Nieuwstraat, de Oude Graanmarkt en de Leopoldstraat nabij het Muntplein. Ter voorbereiding van de voetgangerszone liet Ampe verkeerstellingen uitvoeren om de impact op omliggende straten te meten. Op basis van de gewestelijke Musti- en Mesoverkeerssimulator werden rijrichtingen gewijzigd om transitverkeer te beperken en bestemmingsverkeer vlotter te laten lopen. Op 29 juni 2015 werd de centrale voetgangerszone in 2015 uitgebreid van 28 ha tot 50 ha. Deze voorlopige inrichting werd vervolgens stapsgewijs onder handen genomen. Het openbaar onderzoek rond de uiteindelijke herinrichting werd schijnparticipatie verweten. Ampe budgetteerde daarnaast de renovatie van de Antwerpsepoort, de Philippe de Champagnestraat, de Zwaluwenstraat en de omliggende straten van Sint-Goriks. Daarnaast waren er ook renovaties in de Vrijheidswijk (Onderrichtstraat, Staatsbladstraat, Parlementsstraat, Hertogstraat, Leuvenseweg, Drukpersstraat…).
Nadat Ans Persoons in juni 2017 opstapte als schepen voor Nederlandstalige Aangelegenheden uit onvrede met de reactie van burgemeester Yvan Mayeur op het schandaal rond Samusocial Brussels, nam Ampe haar bevoegdheden over. Eind 2018 werd Open Vld in het gemeentebestuur vervangen door Groen en Ampe als schepen opgevolgd door Bart Dhondt. Ze belandde vervolgens als gemeenteraadslid in de oppositie.

### Brusselse gewestverkiezingen 2014
Bij de Brusselse gewestverkiezingen van 25 mei 2014 werd Ampe voor de derde keer verkozen in het Brussels Hoofdstedelijk Parlement met 2883 voorkeurstemmen, opnieuw de op een na hoogste score van haar partij. In de legislatuur 2014-2019 bleef ze Open Vld-fractieleider in het Brussels Parlement en werd ze er lid van de commissies Territoriale Ontwikkeling en Leefmilieu en Energie.
In deze periode was ze volgens Cumuleo daarnaast onder meer ook lid van de raad van toezicht van de Erasmushogeschool Brussel (ot 2016), ondervoorzitter van het Liberaal Vlaams Verbond, voorzitter van de Lakense afdeling van het Willemsfonds, lid van het dagelijks bestuur van Open Vld Brussels Hoofdstedelijk Gewest en ondervoorzitter van Open Vld Brussel Stad.

### Vlaamse verkiezingen 2019
Bij de Vlaamse verkiezingen van mei 2019 was Ampe Open Vld-lijsttrekker in Brussel. Ze werd verkozen in het Vlaams Parlement met 3.851 voorkeurstemmen. Als parlementslid zat ze tot in september 2023 de commissie Brussel en de commissie Dierenwelzijn voor. Ook werd ze door haar partij als deelstaatsenator afgevaardigd naar de Senaat. Ampe bleef Vlaams Parlementslid en senator tot in juni 2024.

### Voorzittersverkiezing
In januari 2020 stelde ze zich kandidaat voor het voorzitterschap van haar partij en schreef in dit kader een GROEImanifest. De campagne werd opgemerkt door sterk kritische tonen richting het coronabeleid, met termen als lockdownvakantie en lockdowndictatuur.
In de eerste ronde van de voorzittersverkiezingen van Open Vld eindigde ze op de derde plaats met 7,31 procent van de stemmen.
Aan het einde van de coronapandemie in 2021 was ze getuige van het hardhandige optreden door de lokale politie Brussel-Elsene op een openbare bijeenkomst rond het Flageyplein in Brussel. De Brusselse afdeling van Open Vld beschouwde haar aanwezigheid op die plek als een teken van deelname aan een illegaal feestje tijdens de lockdownperiode en besloot daarop klacht tegen haar in te dienen bij de statutaire commissie van de partij.

### ELS
In september 2023 nam Els Ampe ontslag uit het partijbureau van Open Vld, uit onvrede met de manier waarop de recente voorzittersverkiezingen in haar partij waren verlopen, die niet zoals gebruikelijk gebeurde via een rechtstreekse verkiezing waarbij de leden digitaal konden stemmen, maar via een verkiezing op het partijcongres, waarbij fysieke aanwezigheid was vereist, hetgeen via een statutenwijziging moest worden goedgekeurd. Dit was volgens Ampe een zet van de partijtop om de ledendemocratie binnen de partij aan banden te leggen, waar ze zich niet achter kon scharen. Na afloop van de voorzittersverkiezingen zegde ze haar lidmaatschap van de partij op. Vervolgens ging ze als onafhankelijke in het Vlaams Parlement zetelen onder de naam 'ELS' (Economisch Liberaal en Sociaal).

### Voor U
In december 2023 richtte Ampe de partij Voor U op, waarmee ze besloot op te komen bij de parlementsverkiezingen van juni 2024. De partij verzamelt zich rond principes als een kleinere overheid die zich bezighoudt met de kerntaken en het drastisch verlagen van de belastingen. Ten tijde van de aankondiging sloten een aantal kleine partijen en partijprojecten, zoals het Vlaams-progressieve Vista, de rechts-libertaire partijen VolksLiga en Vrijheid zich hierbij aan, evenals individuen zoals voormalig journalist Peter Verlinden, die in januari 2024 echter overliep naar CD&V. Ex-N-VA-senatoren Kim Geybels en Inge Faes sloten zich bij Voor U aan en zouden de Vlaamse lijsttrekkers in Oost-Vlaanderen en Antwerpen worden. Ampe zelf werd bij de federale verkiezingen van juni 2024 lijsttrekker in de kieskring Vlaams-Brabant. De partij behaalde echter nergens de kiesdrempel en bijgevolg verdween Ampe uit het parlement.
Eind augustus 2024 stapte ze om familiale redenen op als gemeenteraadslid van Brussel.

### Na het parlement
Na haar parlementaire loopbaan volgde Ampe in 2024-2025 een online opleiding tot voedingscoach en coach levensstijlgeneeskunde aan de Harvard-universiteit.

## Schrijver
In oktober 2017 verscheen Ampes eerste roman Aylans geheim, een liefdesverhaal dat zich in Syrië, Rusland en België afspeelt dat ook bedoeld is als een aanklacht op het gebrek aan democratie in Europa.

## Eretekens

### Ridderorden
| Lint | Land           | Decoratie                               | Referentie |
| ---- | -------------- | --------------------------------------- | ---------- |
|      | België (Ordes) | Ridder in de Leopoldsorde (26 mei 2014) | [ 26 ]     |

## Publicaties
- Els Ampe: Aylans geheim: een reis naar democratie (2017, Uitgeverij Vrijdag) ISBN 9789460016141
- Charles Buls, Els Ampe & Johan Basiliades: Esthetiek der steden/ esthetique des villes (2015, ASP) ISBN 9789057184642